# Aeroflot-Flug 1255
Am 2. Mai 1974 sollte eine Jakowlew Jak-40 auf dem innersowjetischen Linienflug Aeroflot-Flug 1255 von Lipezk über Rostow am Don nach Mineralnyje Wody fliegen. Beim Start in Rostow verunglückte sie, wobei einer der 38 Insassen starb.

## Flugzeug und Insassen
Das Flugzeug war eine erst neu ausgelieferte Jakowlew Jak-40 (Luftfahrzeugkennzeichen CCCP-87398, Werknummer 9411033), die mit drei Mantelstromtriebwerken des Typs Iwtschenko AI-25 ausgestattet war und vom 3. April desselben Jahres bis zum Unfall 124 Betriebsstunden und 111 Flugzyklen absolviert hatte. Beim Start betrug die Masse 16,1 Tonnen.
Die Besatzung bestand aus dem Flugkapitän Wjatscheslaw Wasiljewitsch Sawtschischkin, dem Ersten Offizier Alexander Sergejewitsch Potapow, dem Flugingenieur Wladimir Wasiljetisch Jakowlew und der Flugbegleiterin G. G. Uglowa. Unter den 34 Passagieren befanden sich drei Kinder.

## Wetter
Zum Unfallzeitpunkt regnete es leicht und es wehte ein Wind aus Richtung 110° (Osten) mit 16 m/s (ca. 58 km/h), wobei Böen 22 m/s (79 km/h) erreichten. Die Sicht betrug 11 km und die Temperatur 14 °C.

## Verlauf
Um 14:10 Uhr beschleunigten die Piloten zum Start auf einer unbefestigten, nassen Startbahn des Flughafens auf Kurs 90° (Osten). Als sich das vordere Fahrwerk bei 175–180 km/h nach 1040 Meter Startstrecke und 40 Meter vor dem Ende der Startbahn immer noch nicht vom Boden löste, entschied sich Kapitän Sawtschischkin zum Startabbruch. Die Jak-40 schoss über die Startbahn hinaus und traf 185 Meter dahinter auf einen Hügel, wobei die rechte Tragfläche und das rechte Hauptfahrwerk abbrachen. Der Rest rutschte einen Abhang hinunter, bis er in einer Erosionsrinne zum Stillstand kam. Sechzehn Passagiere, darunter ein Kind, Kapitän Sawtschischkin und Erster Offizier Potapow wurden verletzt, während der nicht angeschnallte Flugingenieur Jakowlew noch vor Ort seinen Verletzungen erlag.
Die Maschine musste als Totalschaden abgeschrieben werden.

## Ursache
Den offiziellen Dokumenten zufolge war die Startbahn 1100 Meter lang und 100 Meter breit, mit zusätzlichen 250 Metern Sicherheitszone dahinter. Tatsächlich war sie 1080 Meter lang und 98 Meter breit, mit nur 90 Metern Sicherheitszone. Entgegen den Vorschriften gab es auch keine Markierungen, an denen man die Position der Maschine auf der Startbahn hätte ablesen können. Ohne dass die Piloten die Maße kannten, überprüfte Sawtschischkin weder die Geschwindigkeitsberechnungen Potapows für V1, V2 und Vr (siehe Rotationspunkt), noch schätzte er den Zustand der Startbahn beziehungsweise die Startbedingungen ein. Entgegen dem Flughandbuch trimmte er das Höhenleitwerk auf −5° statt −6° und schaltete die Flugzeugenteisung ein, obwohl dies bei +14 °C nicht nötig war. Ohne Enteisung hätte die Startrollstrecke bei 16,1 Tonnen Startmasse und den weiteren Gegebenheiten 1150 Meter betragen, mit Enteisung hingegen 1270 Meter.
Als Kapitän Sawtschischkin versuchte zu starten, entschied er sich erst spät für den Abbruch und wusste nicht, was er als Nächstes tun sollte. Bereits 1963 war er wegen Trunkenheit aus der Verkehrsfliegerei entlassen worden. Wegen Fehlverhaltens wurde er zudem aus dem Komsomol ausgeschlossen. Sein Vater, ein Ausbilder, wusste um die mangelhaften fliegerischen Fähigkeiten seines Sohnes, schaffte es aber dennoch, ihm eine Arbeitsstelle in der Lipezker Abteilung (siehe OAO) der Aeroflot zu beschaffen. Sawtschischkin wiederum bekam dort mehrere Disziplinarstrafen und zeigte sich gegenüber seinen Kollegen arrogant und herablassend. Als er nach dem Unfall befragt wurde, zeigte er nur geringe Kenntnisse bezüglich des Flughandbuchs, insbesondere der Enteisung.
Letztlich kamen die Ermittler zum Ergebnis, dass der Unfall verursacht wurde, weil die Piloten versuchten, von einer ungeeigneten, nassen Bahn zu starten und die Flugsicherung kein Startverbot erteilte, trotz des bereits beim Boarding einsetzenden Regens.